# Gli specialisti (film)
Gli specialisti è un film del 1969 diretto da Sergio Corbucci.

## Trama
Hud Dixon, un pistolero che indossa un panciotto di maglie di metallo, arriva a Blackstone. In quella città è stato linciato suo fratello Charlie, accusato ingiustamente di essere l'autore di un furto alla banca. Il suo scopo è quello di trovare il vero responsabile del furto e recuperare il bottino della rapina misteriosamente scomparso. Dopo essere sfuggito a un agguato uccide a mani nude Boot Johnson, un uomo sospettato di essere tra i sicari di suo fratello. Prima di essere arrestato se ne va dopo essersi liberato della sorveglianza dello sceriffo Gideon. Quest'ultimo, però, non demorde. Lo insegue e finisce per unirsi a lui nella ricerca della verità.
Da El Diablo, un messicano senza un braccio un po' bandito e un po' rivoluzionario, apprendono informazioni decisive. Pian piano Hud scopre che la rapina e l'uccisione di suo fratello nascono dal tentativo di Virginia Pollicut, proprietaria della banca, di impadronirsi dei soldi depositati nei suoi forzieri. Quando El Diablo cattura la donna e tenta di mettere le mani sul bottino uccidendo lo sceriffo Gideon, Hud non sta a guardare. Affronta il messicano e la sua banda e dopo averli eliminati dà fuoco al denaro che è stato la causa di tanto spargimento di sangue. Ferito, trova ancora la forza di mettere in fuga un gruppetto di giovani ladruncoli che ha tentato di impadronirsi di Blackstone approfittando della mancanza di autorità, poi sale in sella e se ne va.